# Hans-Jürgen Sarholz
Hans-Jürgen Sarholz (* 1956 in Bad Ems) ist ein deutscher Historiker, Autor und Leiter des Museums sowie des Stadtarchivs Bad Ems.

## Leben

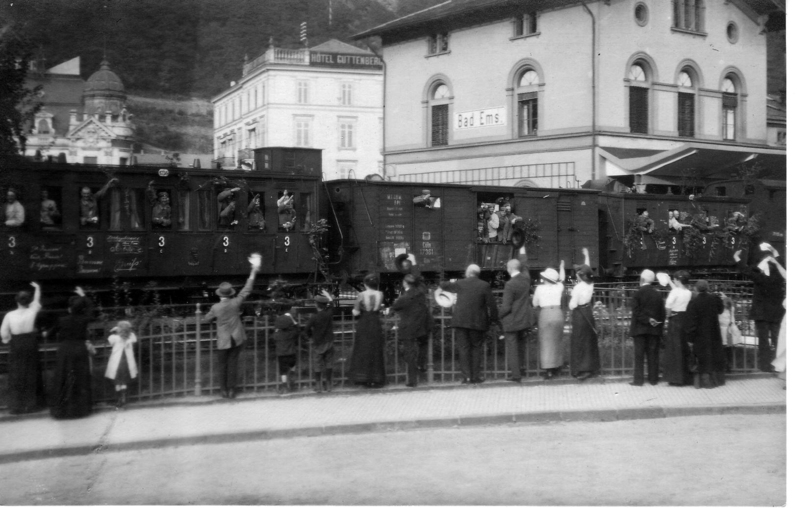
Aus dem Archiv von Bad Ems: Soldaten 1914 in Waggons von Bad Ems auf dem Weg in den Ersten Weltkrieg
Dokumentarfotografie des Hoffotografen Julius Goebel

Hans-Jürgen Sarholz durchlief eine Ausbildung zum Grund- und Hauptschullehrer und studierte anschließend Geschichte und Politikwissenschaft an der Universität Mainz. Schon vor seiner Promotion 1992 zum Thema Bad Ems vom Ancien régime bis zur Industrialisierung, 1750 bis 1914 publizierte Sarholz in der Schriftenreihe Bad Emser Hefte zu zahlreichen Themen rund um seine Heimatstadt.
Seit 1986 leitet Sarholz das Museum und das Stadtarchiv von Bad Ems, das er heute (Stand: Juni 2015) gemeinsam mit einem ehrenamtlich tätigen Team betreibt. Zusätzlich engagiert er sich im Verein für Geschichte, Denkmal- und Landschaftspflege e.V. (VGDL).

## Schriften (Auswahl)
- Verzeichnis des bisher unveröffentlichten Schrifttums zur Geschichte der Stadt Bad Ems und ihrer Umgebung (= Bad Emser Hefte. Nr. 20). 2 Teile. Bad Ems: VGDL, 1983.
- Die Geschichte des Emser Bergbaus bis zum Beginn der Industrialisierung (= 40 Jahre Schliessung der Erzbergwerke in Ems. Teil 2 und 3; = Bad Emser Hefte. Nr. 38 und Nr. 39). Bad Ems: VGDL, 1985.
- Bad Ems vom Ancien régime bis zur Industrialisierung, 1750 bis 1914. Frankfurt am Main: Lang, 1993, ISBN 3-631-45970-X (Dissertation, Universität Mainz, 1992).
- Geschichte der Stadt Bad Ems. Bad Ems: VGDL, 1994; 2., überarbeitete Auflage 1996, ISBN 3-9804107-0-6.
- mit Josef Kläser: Abgesang auf die Bad Emser Mühlen (= Bad Emser Hefte. Nr. 238). Bad Ems: VGDL, 2003.
- Ems that mir wohl. Russische Gäste in Bad Ems (= Bad Emser Hefte. Nr. 269). Bad Ems: VGDL, 2006.
- Jüdisches Leben in Bad Ems. Mit einem Anhang: Stolpersteine. Bad Emser Opfer des Nationalsozialismus (= Bad Emser Hefte. Nr. 320). Bad Ems: VGDL, 2011.
- Spa Resort seit drei Jahrhunderten. Kurhaus Bad Ems. Herausgegeben von Häcker’s Grand Hotel. Neuwied: Görres, 2013, ISBN 978-3-86972-023-4.